# 東衛呂丁思古宅
 東衛呂丁思古宅，是位於台灣澎湖縣馬公市的宅第，於2009年5月12日登錄澎湖縣歷史建築。

## 歷史
東衛里過去是澎湖湖西地帶及白沙地區的要衝地點，亦名稱即有東方防衛之意，其中呂姓宗族於永曆元年（1646年）至10年（1656年）間自福建金門遷徙來澎湖後，開始於本地開墾，
並在光緒年間建造此棟三合院宅邸，作為該家族開澎八世祖呂丁思生前居住之所使用。
2009年，呂家後人向澎湖縣政府文化局提報該棟歷史建築，並在5月12日時登錄澎湖縣歷史建築。2010年，因應通過澎湖縣歷史建築維護及再利用獎助計畫申請修復獎助，在依照傳統工法進行下，對於建築物進行了修復工程，最終在經過耗資新台幣260萬元後，於同年7月2日在呂姓宗族子孫，與修復匠師見證下，依照古禮舉行合脊儀式。

## 建築設計
呂丁思古宅的格局及外觀屬澎湖典型四櫸頭民宅，為當前馬公市少見的古厝建築，結構建材大多是由福建所運來，並以以福建青花石及「壓艙石」作為基礎。建築牆體則以在地咾咕石及黏木所砌成，門樓形式簡潔，正面設有三爪窗，室內特徵型制則保持完整。

## 外部連結
23°34′06″N 119°36′08″E / 23.568344°N 119.602353°E
- 東衛呂丁思古宅 - 澎湖知識服務平台 （页面存档备份，存于）
- 東衛呂丁思古宅 - 文化部iCulture-文化空間 （页面存档备份，存于）